# Wassermühle Slup

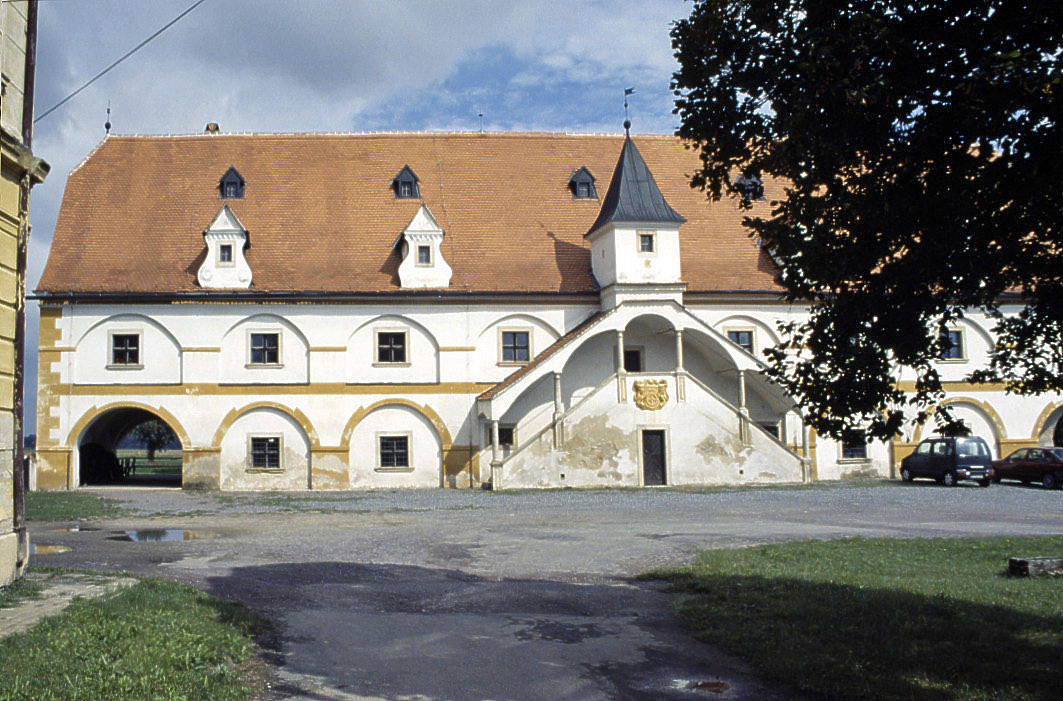
Wassermühle in Slup

Die Wassermühle in Slup (deutsch Zulb) ist seit 1995 Nationales Kulturdenkmal unter der Verwaltung des Technischen Museums Brünn. Die Mühle befindet sich ca. 15 km südöstlich von Znaim am Thayamühlbach. Das Renaissance-Gebäude mit vier funktionsfähigen Wasserrädern, Mahlwerken und Mühlgraben macht die Mühle zu einem einzigartigen technischen Denkmal.

## Geschichte

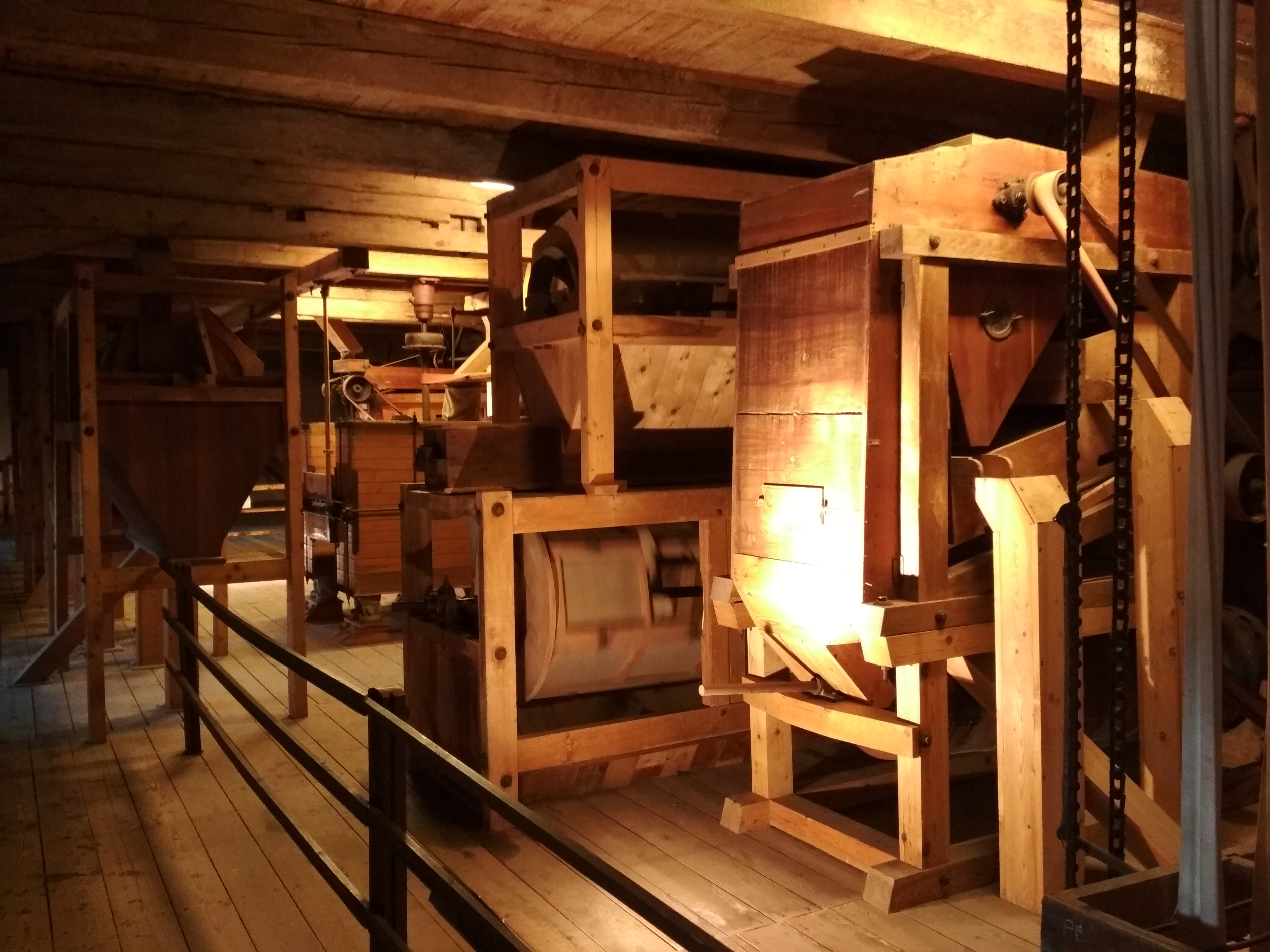
Innenansicht der Wassermühle

Der erste Beleg einer Mühle in Slup stammt aus 1512. Es ist eine Liste der lokalen Müller-Bruderschaft. Der Bestand einer Wassermühle in der Gegend wird in einem Dokument aus 1302 erwähnt, ob es sich aber um diesen Standort handelte, ist ungewiss. Eigentümer der Mühle war das Zisterzienserinnenkloster in Oslavany, in dessen Besitz das Dorf Slup 1228 gelangte. Mit der Auflösung des Klosters im ersten Drittel des 16. Jahrhunderts wurden Dorf und Mühle Teil des Gutsbesitzes von Jaroslavice, als Eigentümer wechselten zwischen 1541 und 1810 die Heren von Kunstadt, die Grafen Hardegg, die Fürsten Collalto und die Grafen Berka von Dubá, ab 1610 nannten die Grafen von Althan Slup ihr eigen. Das heutige Aussehen im Renaissancestil erhielt die Mühle wahrscheinlich im letzten Viertel des 16. oder zu Beginn des folgenden Jahrhunderts.
Im Jahr 1810 ging die verschuldete Mühle von den Herren von Althan ins Eigentum der freien Müllersfamilien Hollí, Steimetz und schließlich Mach über, wo sie bis 1938 verblieb. Diese Familien modernisierten die Maschinen und errichteten nicht mehr vorhandene Nebengebäude wie Ställe und Werkstätten. In den achtziger Jahren des 19. Jahrhunderts wurde eine verbesserte Walzenmühle in Betrieb genommen, in der Zwischenkriegszeit wurde eine Wasserturbine installiert. Mit dem Anschluss ans Deutsche Reich wurde die Mühle konfisziert. Sie gelangte 1945 unter die staatliche Verwaltung der Tschechoslowakei. Eine landwirtschaftliche Genossenschaft mahlte bis 1957 in der Mühle ihr Korn, sie vernachlässigte jedoch die Wartung der technischen Anlagen und die Gebäude begannen zu verfallen. Im Jahr 1970 erwarb der Staat die Mühle, sechs Jahre später übernahm das Technische Museum Brünn die Anlagen, setzte sie wieder in Stand und eröffnete 1983 eine Ausstellung zum Thema Getreidemühlen. 1995 wurde die Mühle in die Liste der Nationalen Kulturdenkmäler aufgenommen.

## Mühlentechnik
Die Mühle von Slup gehört zu den eindrucksvollsten technischen Anlagen ihrer Art. Seine Bedeutung liegt jedoch nicht nur in der architektonischen Gestaltung des Gebäudes der späten Renaissance, die in der Mühle installierten Geräte und Maschinen sind wichtige Zeugnisse der Geschichte des Mühlenwesens. Von 1978 bis 1983 wurden in der Mühle Anlagen aus verschiedenen Teilen Tschechiens zusammengetragen, renoviert und betriebsfertig gemacht, die die technischen Entwicklungen anschaulich machen.
Vier Mühlensätze wurden eingebaut. Den einfachsten Aufbau zeigt die aus Zábrdí bei Prachatice hierher verbrachte Mühle (1874–1877). Die weiteren stammen aus Drozdovice bei Prostějov (1940) (mit Aufschlämmung JAHELKA) und zwei mit französischem Aufbau aus dem frühen 20. Jahrhundert, die aus Mühlen aus dem vom Damm Dalešice überfluteten Gebiet gerettet wurden.
Der Antrieb erfolgt von vier unterschlächtig angesetzten Wasserrädern, je eins pro Mühle. Die Kraftübertragung von den Wellen der Wasserräder zu den Mühlen erfolgt durch Getriebe mit Zahnrädern aus Holz.

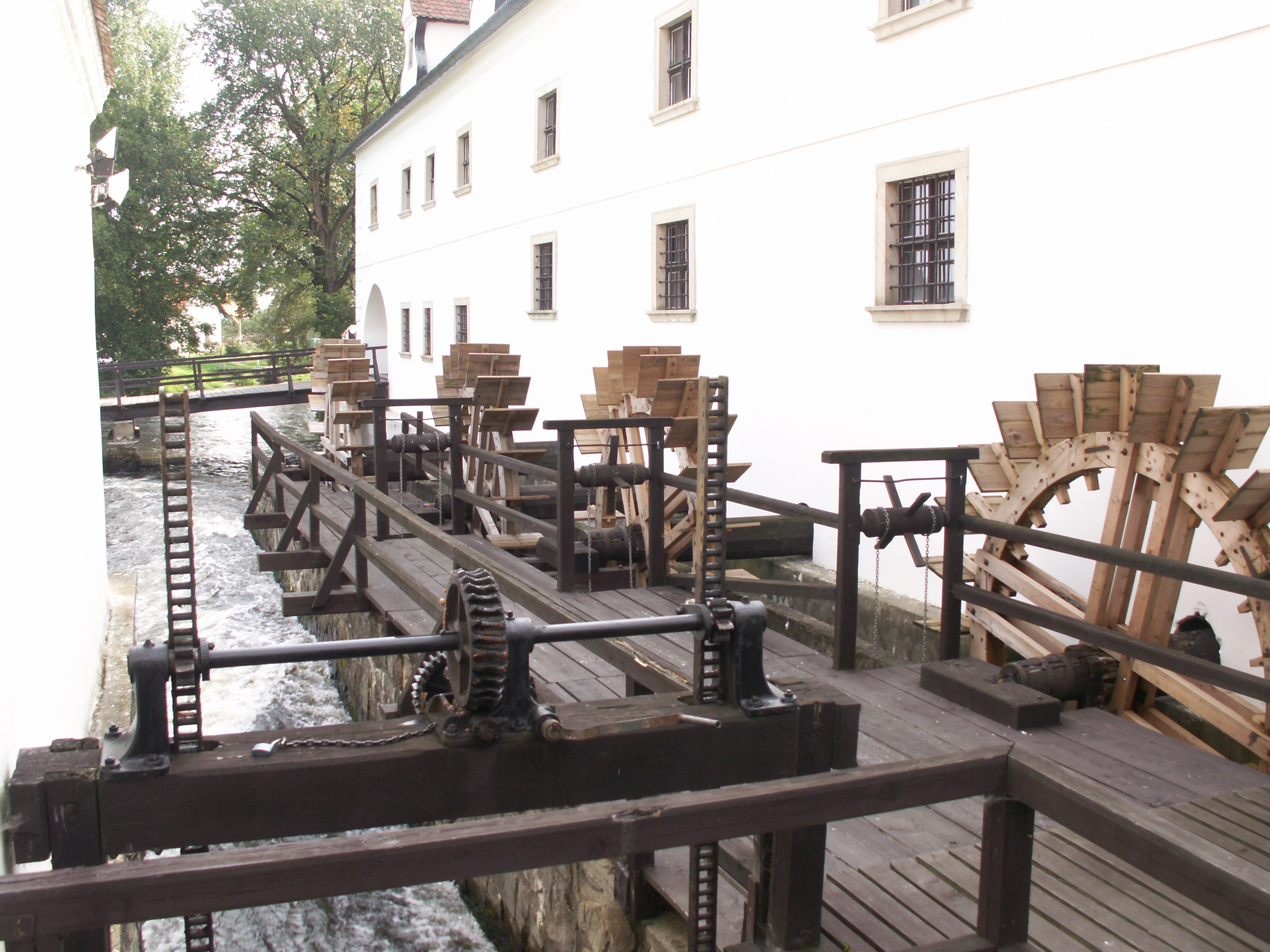
Wasserräder der Mühle in Slup

Neben dem eigentlichen Mahlvorgang in der Mühle benötigen diese Maschinen einiges an Zusatzgeräten – Mischer und Becherwerke, Fallrohre und Anlagen zum Abfüllen in Säcke. Alle Mühlen sind betriebsfähig aufgebaut und werden vorgeführt.
Im vorderen Teil der Mühle ist eine Walzenmühle, mit Walzen anstelle von Mahlsteinen zum Zerkleinern und Mahlen des Getreides, installiert. Gezeigt werden drei verschiedene Typen. Zwei davon, für das Verschroten und Mahlen von Roggen, sind von der Eisenhütte Blansko patentierte Erzeugnisse der Jahre 1907–1910 (Fabrik Breitfeld-Daněk, System entwickelt von Steckl). Die dritte Mühle ist so konzipiert, Weizen sehr fein und hell zu mahlen – das Getreide wird dabei zwischen Porzellanwalzen zermahlen. Entwickelt wurde diese Art von Walzenstühlen vom Schweizer Friedrich Wegmann in Zürich, mit der Ganz-Fabrik erlangte er damit in den 80er Jahren des 19. Jahrhunderts weltweite Bekanntheit. Zur Mühle in Slup gelangten das Zylinder-Mahlwerk Steckl aus der Mühle in Holštejn im Mährischen Karst, der Porzellan-Mahlsatz Wegmann aus der Mühle in Strenice bei Mladá Boleslav und ein Mahlwerk mit vibrierendem Rost aus Úpice.

## Mühlbach
Der als Thayamühlbach (tschechisch Dyjsko-mlýnský náhon) bekannte künstlich angelegte Kanal speist sich mit dem Wasser der Thaya, von der er bei Krhovice (deutsch Gurwitz) abzweigt und über 31,6 km Länge die Orte Strachotice (deutsch Rausenbruck), Micmanice (Mitzmanns), Slup, Oleksovičky (Klein Olkowitz) und Jaroslavice (Joslowitz) durchfließt, bevor er auf österreichisches Staatsgebiet wechselt, vorbei an Laa an der Thaya fließt, um bei Hevlín (Höflein) wieder zurück in die Thaya zu münden. Dabei diente der Kanal entlang seines Verlaufs zum Betrieb zahlreicher Mühlen, speist Teiche (darunter die Fischteiche Horní und Dolní Jaroslavický rybník) und treibt mehrere Kleinkraftwerke an.
Angelegt wurde der Mühlkanal vor 1302, eine schriftliche Aufzeichnung besagt:
25. Mai 1302 Václav z Micmanic beglich seine Schulden an Euphemie z Olbramkostel mit einer halben Mühle und einer halben Spur. CDM V, Nr. 132, 133.
Über die Jahrhunderte wurde der Mühlbach immer wieder umgebaut und sein Lauf verändert, um die Wasserkraft optimal nutzen zu können. Die letzten umfangreicheren Modifikationen erfolgten in den dreißiger Jahren des 19. Jahrhunderts. Der Thayamühlbach ist ebenfalls ein bedeutendes technisches Denkmal.